# Provinz Andahuaylas
Die Provinz Andahuaylas ist eine von sieben Provinzen der Verwaltungsregion Apurímac in Süd-Peru. Die Provinz erstreckt sich über ein Areal von 3987 km². Beim Zensus 2017 wurden in der Provinz Andahuaylas 142.477 Einwohner gezählt. In den Jahren 1993 und 2007 betrug die Einwohnerzahl 128.390 bzw. 143.846. Provinzhauptstadt ist Andahuaylas.

## Geographische Lage
Die Provinz Andahuaylas erstreckt sich über das Bergland der peruanischen Zentralkordillere westlich des Flusses Río Pachachaca. Entlang der westlichen Provinzgrenze fließt der Río Chicha (auch Río Soras oder Río Condormarca).
Die Provinz Andahuaylas grenzt im Norden an die Provinz Chincheros und an die Region Ayacucho, im Osten an die Provinzen Abancay und Aymaraes sowie im Westen erneut an die Region Ayacucho.

## Gliederung
Die Provinz Andahuaylas besteht aus 20 Distrikten (Stand 2019). Der Distrikt Andahuaylas ist Sitz der Provinzverwaltung.
| Distrikt                 | Verwaltungssitz          |
| ------------------------ | ------------------------ |
| Andahuaylas              | Andahuaylas              |
| Andarapa                 | Andarapa                 |
| Chiara                   | Chiara                   |
| Huancarama               | Huancarama               |
| Huancaray                | Huancaray                |
| Huayana                  | Huayana                  |
| José María Arguedas      | Huancabamba              |
| Kaquiabamba              | Kaquiabamba              |
| Kishuara                 | Kishuara                 |
| Pacobamba                | Pacobamba                |
| Pacucha                  | Pacucha                  |
| Pampachiri               | Pampachiri               |
| Pomacocha                | Pomacocha                |
| San Antonio de Cachi     | San Antonio de Cachi     |
| San Jerónimo             | San Jerónimo             |
| San Miguel de Chaccrampa | San Miguel de Chaccrampa |
| Santa María de Chicmo    | Santa María de Chicmo    |
| Talavera                 | Talavera                 |
| Tumay Huaraca            | Umamarca                 |
| Turpo                    | Turpo                    |